# مارتن أوسي نياركو
مارتن أوسي نياركو (بالإنجليزية: Martin Osei Nyarko)‏ هو لاعب كرة قدم غاني في مركز الهجوم، ولد في 13 مارس 1985. لعب مع نادي الملك فيصل.